# Martina Cortesi
Martina Cortesi (Treviglio, 8 maggio 1984) è un'ex calciatrice italiana, di ruolo difensore.

## Carriera
Dopo 8 stagioni alla Torres dove conquista vari titoli, passa al Como 2000 dove resta un solo anno.
Nel 2013 firma per l'Inter, dove rimarrà una sola stagione per tornare al Como 2000 dal Campionato 2014-2015.

## Palmarès

### Club

#### Competizioni nazionali
- Campionato italiano: 3

Torres: 2009-2010, 2010-2011, 2011-2012
- Coppa Italia: 2

Torres: 2004-2005, 2007-2008, 2010-2011
- Supercoppa italiana: 4

Torres: 2009, 2010, 2011, 2012